# نخل‌های شاهی
نخل‌های شاهی (نام علمی: Roystonea) نام یک سرده از تیره نخل است.